# Alexander Wladimirowitsch Ostrowski

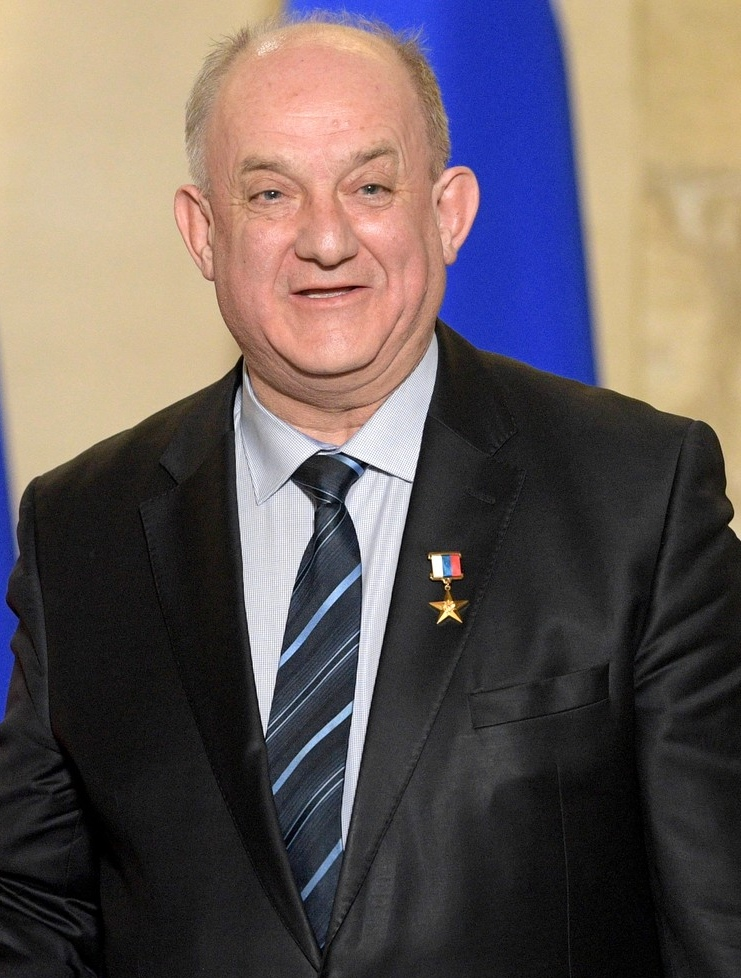
Alexander Wladimirowitsch Ostrowski (Verleihung des Goldenen Sterns des Helden der Arbeit der Russischen Föderation am 18. März 2020)

Alexander Wladimirowitsch Ostrowski (russisch Александр Владимирович Островский; * 4. März 1951 in Moskau) ist ein sowjetisch-russischer Bauingenieur.

## Leben
Ostrowski studierte am Moskauer W.-W.-Kuibyschew-Institut für Bauwesen mit Abschluss 1973 als Wasserbauingenieur. Er arbeitete darauf in den sowjetischen Bau-Organisationen Mostootrjad-18 und Mostotrest, wo er vom Meister bis zum Chefingenieur aufstieg. Er war an vielen wichtigen sowjetischen Infrastruktur-Projekten beteiligt.
Von 2007 bis 2015 war Ostrowski Vizegeneraldirektor und Produktionsdirektor des Mostotrest, der nun eine russische Baugesellschaft war. Seine bedeutendsten russischen Projekte waren:
- Autobrücke über die Oka bei Murom (einzige russische 3-Pylon-Schrägseilbrücke)[2]
- Kurort-Prospekt-Ersatzautostraße in Sotschi mit sechs zweispurigen Tunnelpaaren, fünf Brücken und drei Autobahnkreuzen[2]
- Erstes Teilstück der vierspurigen Autobahn M11 Moskau-St. Petersburg (Ortsumgehung Wyschni Wolotschok) mit 54 Brücken und zwei Kreuzen[2]
- Bussinowo-Autobahnkreuz der M11 in Moskau (erstes russisches Kreuz in fünf Ebenen)[2]
- Straßenbauten für die Olympischen Winterspiele 2014 in Sotschi, darunter das Adler-Ring-Autobahnkreuz[5]

Ab dem 6. Februar 2015 leitete Ostrowski die Moskauer Gesellschaft SGM-Most (Tochterfirma des Stroggasmontasch) für den Bau der Krim-Brücke (bis November 2021).

## Ehrungen, Preise
- Verdienter Baumeister der Russischen Föderation für Beiträge zur Vorbereitung und Durchführung der XXII. Olympischen Winterspiele 2014 und Winter-Paralympics 2014 in Sotschi (24. Dezember 2014)[6]
- Held der Arbeit der Russischen Föderation für besonders verdienstvolle Arbeitsbeiträge zum Bau der Krim-Brücke (17. März 2020)[7]

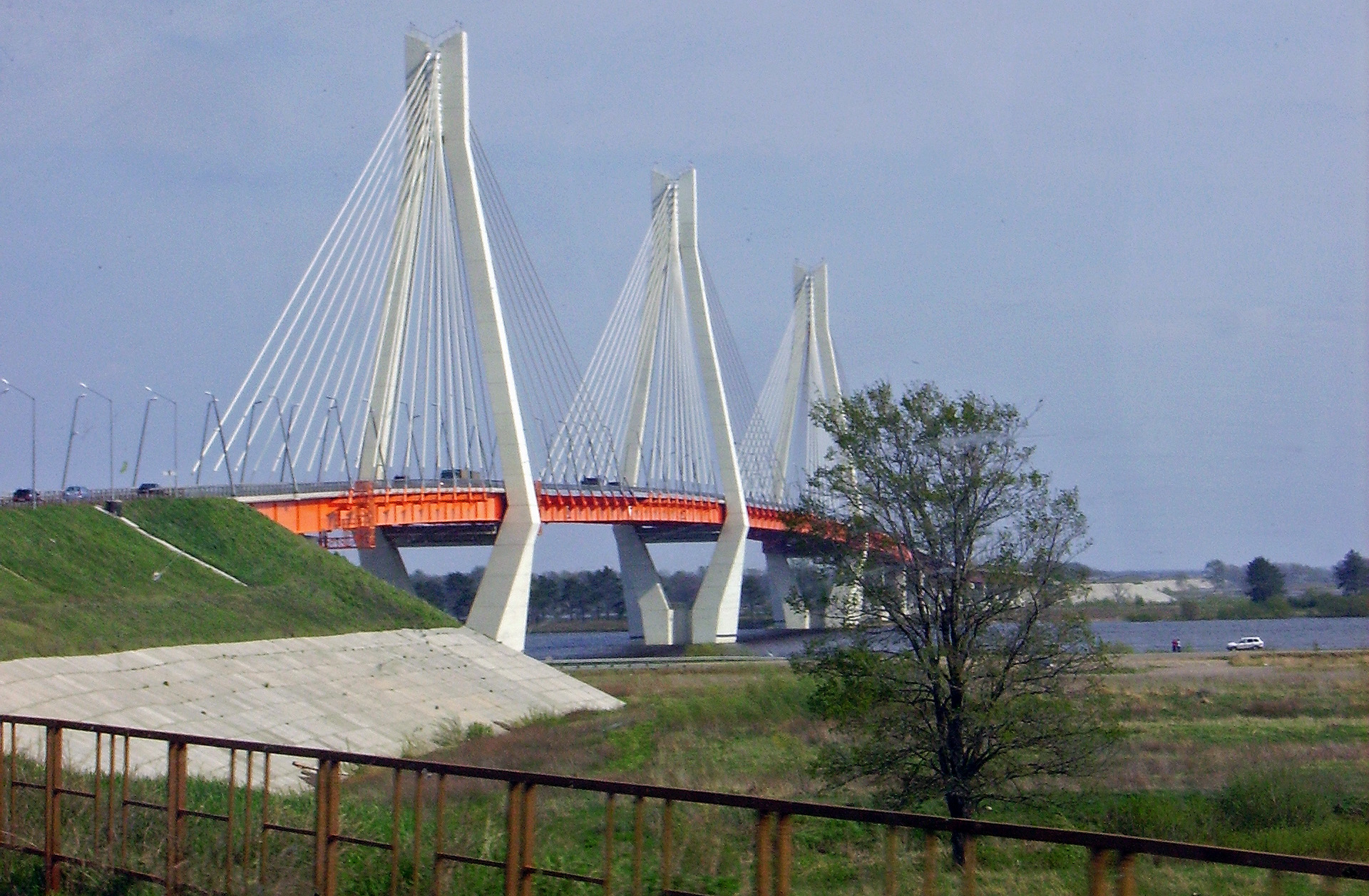
Oka-Brücke Murom
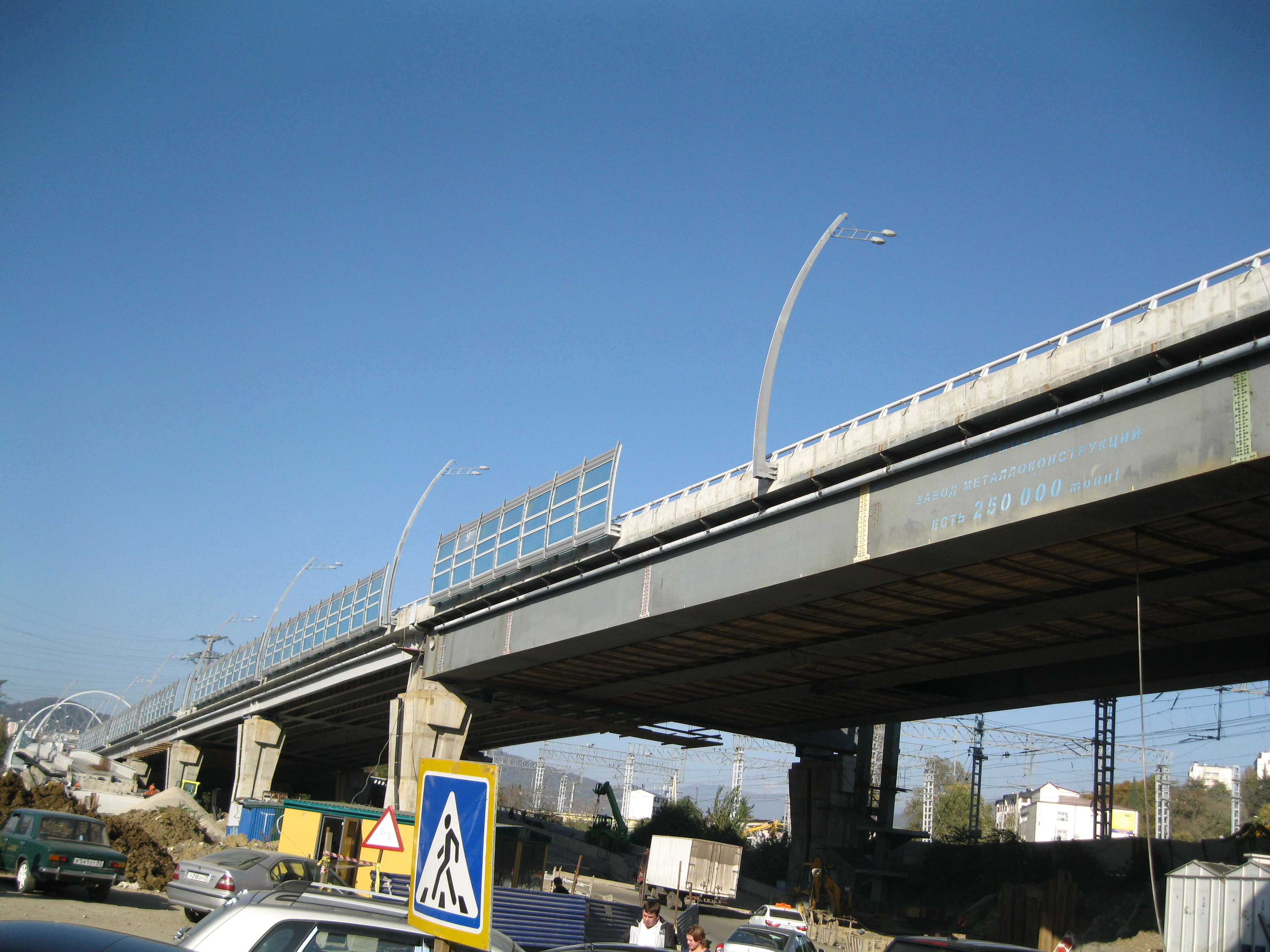
Kurort-Prospekt-Ersatzautostraße Sotschi
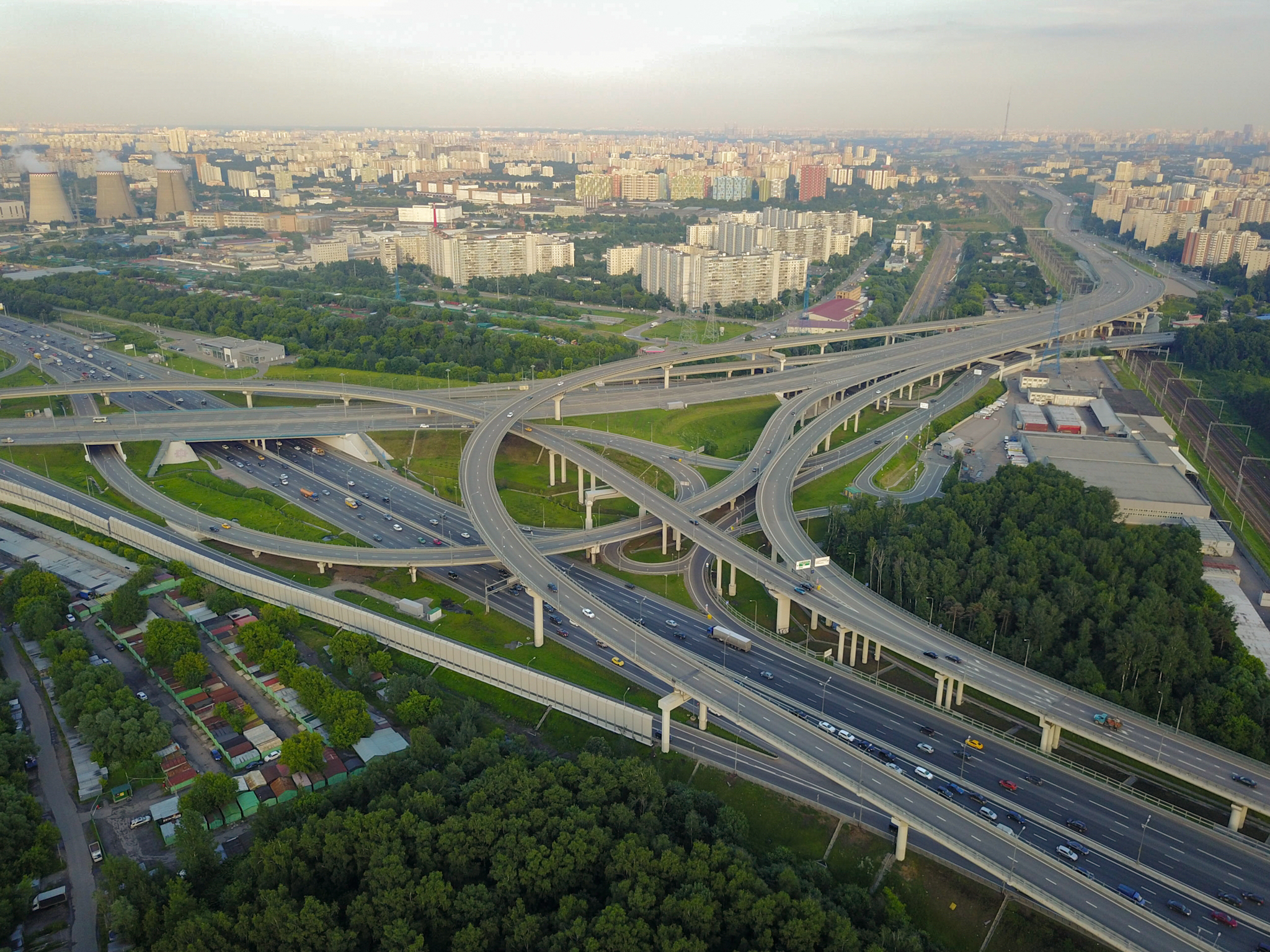
Bussinowo-Autobahnkreuz Moskau
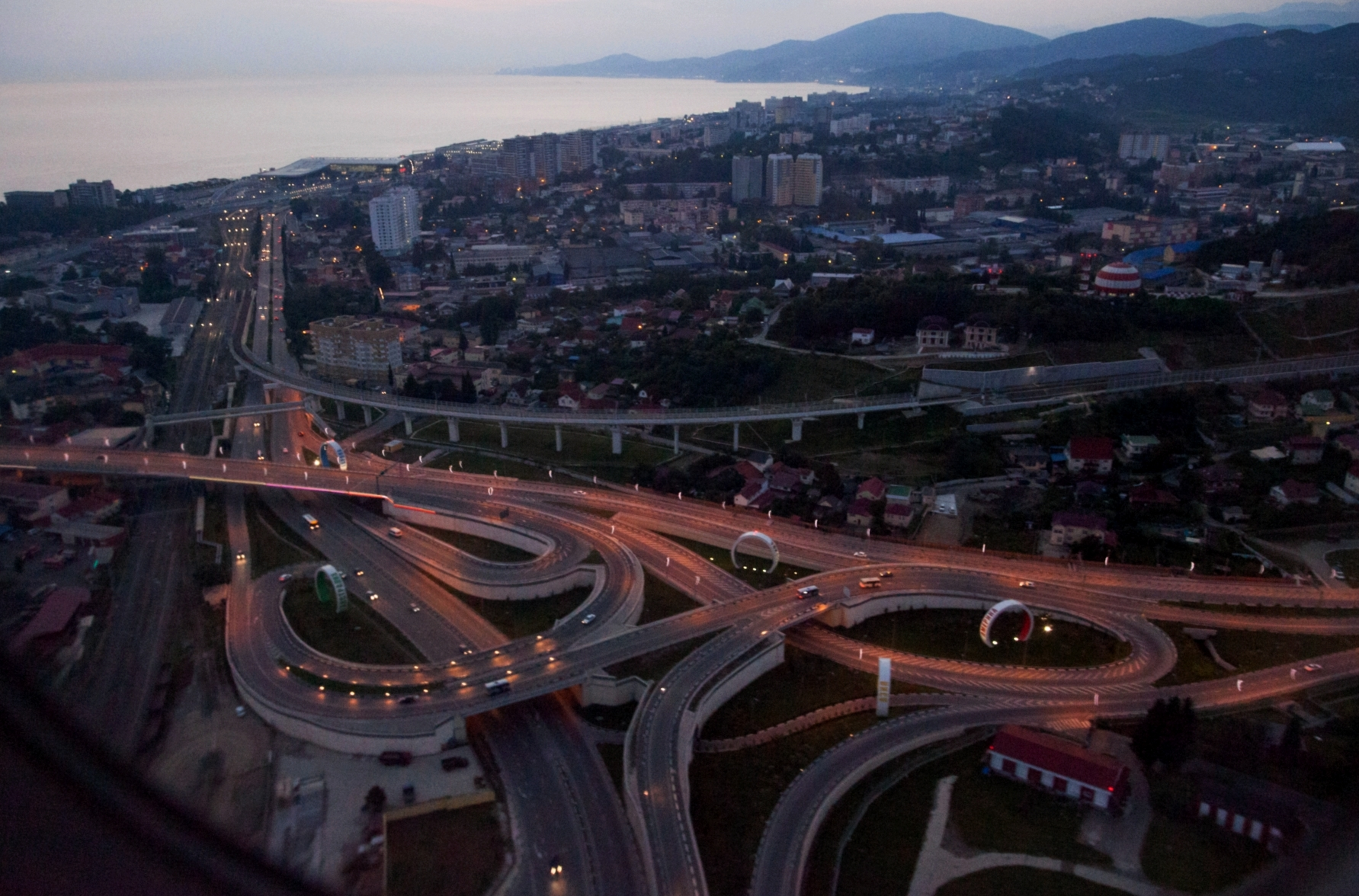
Adler-Autobahnkreuz Sotschi